# Kazimierz Sykulski
Kazimierz Sykulski (ur. 29 grudnia 1882 w Końskich, zm. 11 grudnia 1941 w Auschwitz-Birkenau) – polski duchowny rzymskokatolicki, poseł, błogosławiony Kościoła rzymskokatolickiego.

## Życiorys
Urodził się 29 grudnia 1882 w Końskich, jako syn Michała i Tekli z Cybińskich. Od 1899 studiował w Wyższym Seminarium Duchownym w Sandomierzu, gdzie w dniu 2 lipca 1905 otrzymał sakrament święceń kapłańskich z rąk biskupa Stefana Aleksandra Zwierowicza. Następnie w latach 1908–1911 studiował w Cesarskiej Rzymskokatolickiej Akademii Duchownej w Petersburgu, którą ukończył dyplomem kandydata teologii.
W latach 1919–1922 był posłem do Sejmu Ustawodawczego Rzeczypospolitej Polskiej z ramienia Narodowego Zjednoczenia Ludowego.
Pracował na kilku wikariatach, a następnie został proboszczem w Skarżysku-Kamiennej, Bzinie i Policznie. Podczas wojny polsko-bolszewickiej w 1920 był kapelanem wojskowym. W styczniu 1920 został przeniesiony do parafii pw. św. Mikołaja w Końskich, zaś od czerwca 1921 był pierwszym proboszczem parafii katedralnej Opieki Najświętszej Maryi Panny w Radomiu.
W 1938 został odznaczony Złotym Krzyżem Zasługi.
Po wybuchu wojny we wrześniu 1939 pomagał wiernym, uciekinierom i przywiezionym transportami kolejowymi wysiedleńcom. 1 października 1941 został aresztowany. Początkowo przebywał w więzieniu w Radomiu, a następnie wywieziony do niemieckiego obozu koncentracyjnego Auschwitz-Birkenau, gdzie otrzymał numer obozowy 21962. 11 grudnia tego samego roku o godzinie 15:18 został w obozie rozstrzelany.
Uchwałą prezydium Krajowej Rady Narodowej z 15 lutego 1946 został pośmiertnie odznaczony Krzyżem Srebrnym Orderu Virtuti Militari w celu upamiętnienia bohaterskiej walki z hitlerowskim okupantem o Niepodległość, Wolność i Demokrację Rzeczypospolitej Polskiej w okresie okupacji na terenie Województwa Łódzkiego.
13 czerwca 1999 w Warszawie został beatyfikowany przez papieża Jana Pawła II, w grupie 108 błogosławionych męczenników II wojny światowej.
W 2016 pośmiertnie odznaczony złotą odznaką „Za zasługi w pracy penitencjarnej”.